# Ben Bot

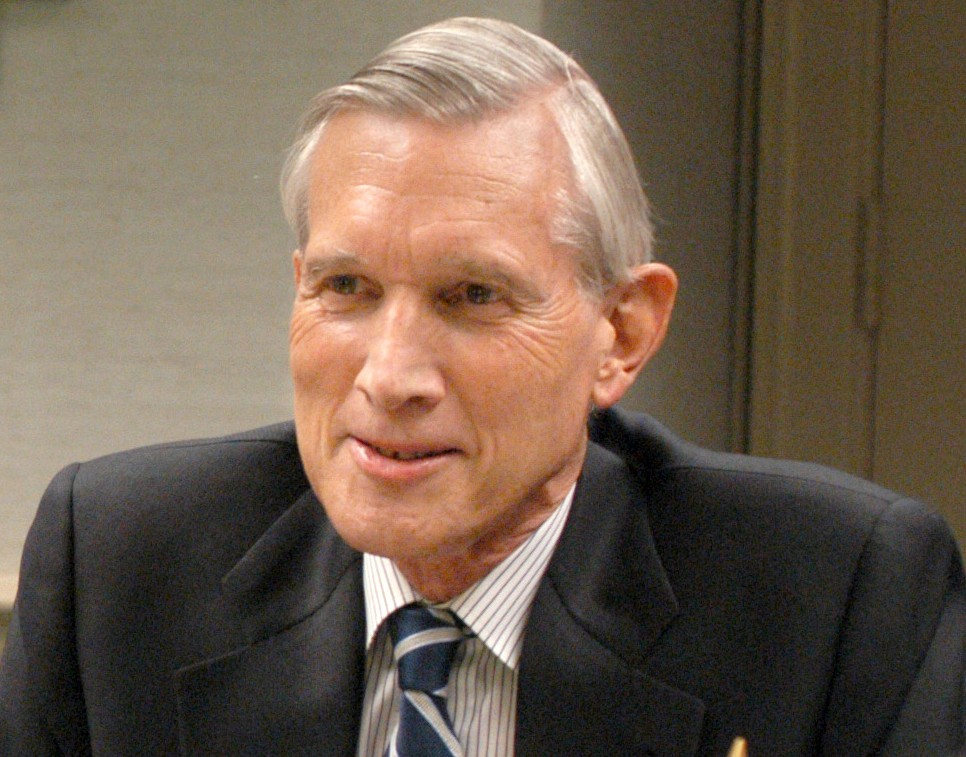
Ben Bot im Pentagon im Februar 2005

Bernard „Ben“ Rudolf Bot (* 21. November 1937 in Batavia, Niederländisch-Indien) ist ein niederländischer Diplomat und Politiker des Christen-Democratisch Appèl (CDA). Nach mehreren Botschafterposten war Bot von 2003 bis 2007 Außenminister seines Landes.

## Leben
Ben Bot ist ein Sohn des Kolonialbeamten und späteren KVP-Politikers Theo Bot. Seine ersten Lebensjahre verbrachte er in Batavia (heute Jakarta), Hauptstadt der damaligen Kolonie Niederländisch-Indien, dem heutigen Indonesien. Während der japanischen Besetzung im Zweiten Weltkrieg wurde er als Kind in einem Internierungslager festgehalten. Dann kehrte die Familie in die  Niederlande zurück, wo der Vater Karriere in der Verwaltung der Niederländisch-Indonesischen Union machte und später Innen- sowie Bildungsminister wurde. Nach Abschluss des von Jesuiten geleiteten Aloysius College in Den Haag studierte Ben Bot bis 1961 Rechtswissenschaft an der Universität Leiden und internationales Recht an der Haager Akademie für Völkerrecht. 1968 promovierte er an der Universität Leiden, später folgten Aufbaustudien an der Harvard Law School.
Ab 1963 arbeitete er für das niederländischen Außenministerium, von 1964 bis 1970 war er in der Ständigen Vertretung der Niederlande bei den Europäischen Gemeinschaften (EG) in Brüssel tätig. Als Erster Botschaftsrat war er von 1970 bis 1973 in Buenos Aires und anschließend bis 1976 in Ost-Berlin stationiert. Nach sechs Jahren in der Zentrale des Außenministeriums in Den Haag folgte von 1982 bis 1986 ein Einsatz als Stellvertreter des Ständigen Vertreters der Niederlande bei der NATO. Von 1986 bis 1989 war Bot Botschafter in der Türkei, danach bis 1992 Generalsekretär (entspricht einem Abteilungsleiter bzw. Sektionschef) im Außenministerium. Ab Oktober 1992 war er zehn Jahre lang Ständiger Vertreter der Niederlande bei der Europäischen Union, zum 1. Januar 2003 trat er in den Ruhestand. Danach wurde er Partner einer Beratungsfirma.
Am 3. September 2003 wurde er Außenminister in der zweiten Regierung unter Jan Peter Balkenende. In der zweiten Jahreshälfte 2004 hatten die Niederlande den Vorsitz im Rat der Europäischen Union, Bot war in dieser Zeit Vorsitzender des Rats für Allgemeine Angelegenheiten. In dieser Zeit wurden die EU-Beitrittsverhandlungen mit Rumänien abgeschlossen, das gemeinsam mit Bulgarien zum 1. Januar 2007 in die Europäische Union aufgenommen wurde. Bot war auch ein ausgesprochener Befürworter des EU-Beitritts der Türkei, die Beitrittsverhandlungen wurden im Oktober 2005 aufgenommen. Er wirkte an den Verhandlungen für den Vertrag über eine Verfassung für Europa mit, den er im Oktober 2004 unterzeichnete, dessen Ratifizierung aber an ablehnenden Mehrheiten bei den Volksabstimmungen in Frankreich und den Niederlanden scheiterte. Nach dem Rückzug des kleinen Koalitionspartners D66 aus der Regierung im Juni 2006 blieb Bot auch im Minderheits-Kabinett Balkenende III Außenminister. Infolge der vorgezogenen Parlamentswahl im November desselben Jahres blieb er geschäftsführend bis zur Vereidigung des Kabinett Balkenende IV am 22. Februar 2007 im Amt, neuer Außenminister wurde Bots Parteikollege Maxime Verhagen.